# Хижне (Словаччина)
Хижне (словац. Chyžné) — село, громада в окрузі Ревуца, Банськобистрицький край, Словаччина. Кадастрова площа — 19,55 квадратний кілометр км². Населення — 436 осіб (за оцінкою на 31 грудня 2017 р.). Знаходиться за 7 км на схід-південний-схід від адмінцентра округу міста Ревуца.
Перша згадка датується 1427 роком, але поселення існує з другої половини XIII століття.

## Географія
Розташовано в південно-східній частині Словацьких Рудних гір.

## Населення
| Рік:            | 1994. | 2004.   | 2014.   | 2024.   |
| --------------- | ----- | ------- | ------- | ------- |
| Кількість осіб: | 421   | 427     | 421     | 409     |
| Різниця:        |       | +1,42 % | -1,40 % | -2,85 % |

| Рік:            | 2023. | 2024. |
| --------------- | ----- | ----- |
| Кількість осіб: | 409   | 409   |
| Різниця:        |       | +0 %  |

## Пам'ятки
- Римокатолицький костел Благовіщення Пресвятої Богородиці, рання готика другої половини 13 століття. Національна культурна пам'ятка.
- Євангелічний костел 1785 року.